# Adele di Troyes
Adele di Troyes o Adele di Meaux o Adele di Vermandois (950 circa – 974 circa) fu Contessa consorte di Goffredo I d'Angiò dal 965 circa alla sua morte.

## Origine
Era la figlia di Roberto di Vermandois, conte di Meaux e di Troyes, e d'Adeliaide (930/5- dopo l'agosto 967), figlia di Giselberto di Châlon e di Ermengarda, figlia di Riccardo di Autun e sorella di Ugo il Nero, come confermato dal Cartulaire de l'abbaye de Montiéramey.
Secondo la Chroniques des comtes d´Anjou et des seigneurs d´Amboise, Genealogiæ comitum Andegavensium, Adele, che discendeva da Roberto di Vermandois, che a sua volta discendeva da Erberto II di Vermandois, aveva generato Folco Nerra, che a sua volta generò Goffredo Martello.
Secondo un documento, datato luglio 940 Roberto di Vermandois era il figlio (maschio quintogenito) del conte di Vermandois, di Meaux, di Soissons e di Madrie e di Vexin, signore di Peronne, Senlis e San Quintino e futuro conte di Troyes, Erberto II (880 – 943) (discendente del re d'Italia, Bernardo, nipote di Carlo Magno) e di Adele (ca. 895- ca. 931), l'unica figlia del marchese di Neustria e futuro re di Francia, Roberto I, e di Adele del Maine, come è indicato nelle Europäische Stammtafeln., vol II, cap. 10 (non consultate). La Chronica Albrici Monachi Trium Fontium, citandoli nell'anno 920, conferma la parentela tra Erberto II e Roberto I.

## Biografia
Adele, nel 965, aveva sposato il terzo Conte di Angiò, Goffredo I (ca. 938 - † 21 luglio 987), detto Grisegonelle (grigio-mantello), che, secondo la Chronica de Gesta Consulum Andegavorum, Chroniques d'Anjou, era figlio del secondo Conte di Angiò, conte di Nantes e duca di Bretagna, Folco II il Buono e, secondo il Cartulaire de l'abbaye de Saint-Aubin d'Angers, Tome I, della sua prima moglie, Gerberga (patris mei Fulconis, matris quoque meæ Gerbergæ), di cui non si conoscono con certezza gli ascendenti (vi sono diverse ipotesi, una dice che era figlia del visconte di Vienne, discendente per parte di madre dal re di Provenza, Bosone; una seconda sostiene che era una Ugonide: Gerberga del Maine (ca 913 - prima del 952, invece lo storico Maurice Chaume dice che era figlia di Goffredo, visconte d'Orléans e conte di Gâtinais). Secondo il Cartulaire de l'abbaye de Saint-Chaffre du Monastier et Chronique de Saint-Pierre du Puy', era il fratello di Adelaide d'Angiò, che ebbe cinque mariti.
Il matrimonio di Adele e Goffredo I viene confermato dal documento n° XXII del Cartulaire noir de la cathédrale d'Anger, in cui il loro figlio Folco Nerra, nel 1020, fece una donazione in suffragio dei propri genitori (pro anima patris mei Gauffredi et matris Adelæ).
Nel 974, Adele, secondo le Chronicæ sancti Albini Andegavensis, Chroniques des Eglises d'Anjou, presenziò assieme al marito, Goffredo I Grisegonelle, alla ordinazione del vescovo di Angers, Rinaldo, mentre sempre in quell'anno, secondo il Cartulaire de l'abbaye de Saint-Aubin d'Angers, Tome I, Adele fece una donazione controfirmata dall marito, Goffredo I Grisegonelle.
Non si conosce la data esatta della morte di Adele, che avvenne, probabilmente in quello stesso anno, in quanto il suo nome non viene più citato in alcun documento.
Il marito, Goffredo I, dopo che era rimasto vedovo, si risposò, in seconde nozze, nel 979, con Adelaide († dopo il 989, di cui non si conoscono con certezza gli ascendenti, ma che secondo lo storico André Duchesne (1584-1640), considerato il padre della storiografia francese, nel suo Histoire généalogique de la maison de Vergy era la figlia del conte di Châlon, d'Autun, di Digione, di Beaune, di Vergy e d'Avalon, conte di Troyes e duca di Borgogna, Giselberto e di Ermengarda di Borgogna, quindi la zia di Adele

## Figli
Adelaide a Goffredo diede quattro figli:
- Folco Nerra[13] († 1040), conte d'Angiò
- Goffredo, ancora vivente nel 974[8]
- Ermengarda († 992), sposò Conan I di Bretagna conte de Rennes, poi duca di Bretagna[20]
- Gerberga († 992), sposò Guglielmo III Tagliaferro, conte d'Angoulême[21].

## Ascendenza
|                          |                   |                        | Genitori                |  |  | Nonni |  |  | Bisnonni                |  |  | Trisnonni              |  |
|                          |                   |                        |                         |  |  |       |  |  | Erberto I di Vermandois |  |  | Pipino I di Vermandois |  |
|                          |                   |                        |                         |  |  |       |  |  | Erberto I di Vermandois |  |  | Pipino I di Vermandois |  |
|                          |                   | Cunegonda              |                         |  |  |       |  |  | Erberto I di Vermandois |  |  |                        |  |
| Erberto II di Vermandois |                   |                        |                         |  |  |       |  |  | Erberto I di Vermandois |  |  |                        |  |
|                          |                   | Liutgarda de Morvois   | …                       |  |  |       |  |  |                         |  |  |                        |  |
|                          |                   | Liutgarda de Morvois   | …                       |  |  |       |  |  |                         |  |  |                        |  |
|                          |                   | Liutgarda de Morvois   | …                       |  |  |       |  |  |                         |  |  |                        |  |
| Roberto di Vermandois    |                   | Liutgarda de Morvois   |                         |  |  |       |  |  |                         |  |  |                        |  |
|                          |                   | Roberto I di Francia   | Roberto il Forte        |  |  |       |  |  |                         |  |  |                        |  |
|                          |                   | Roberto I di Francia   | Roberto il Forte        |  |  |       |  |  |                         |  |  |                        |  |
|                          |                   | Roberto I di Francia   | Adelaide d'Alsazia      |  |  |       |  |  |                         |  |  |                        |  |
| Adele di Francia         |                   | Roberto I di Francia   |                         |  |  |       |  |  |                         |  |  |                        |  |
|                          |                   | Adele del Maine        | …                       |  |  |       |  |  |                         |  |  |                        |  |
|                          |                   | Adele del Maine        | …                       |  |  |       |  |  |                         |  |  |                        |  |
|                          |                   | Adele del Maine        | …                       |  |  |       |  |  |                         |  |  |                        |  |
| Adele di Troyes          |                   | Adele del Maine        |                         |  |  |       |  |  |                         |  |  |                        |  |
|                          | Manasse di Châlon | …                      |                         |  |  |       |  |  |                         |  |  |                        |  |
|                          | Manasse di Châlon | …                      |                         |  |  |       |  |  |                         |  |  |                        |  |
|                          | Manasse di Châlon | …                      |                         |  |  |       |  |  |                         |  |  |                        |  |
| Gilberto di Borgogna     | Manasse di Châlon |                        |                         |  |  |       |  |  |                         |  |  |                        |  |
|                          |                   | Ermengarda di Provenza | Reginardo di Lotaringia |  |  |       |  |  |                         |  |  |                        |  |
|                          |                   | Ermengarda di Provenza | Reginardo di Lotaringia |  |  |       |  |  |                         |  |  |                        |  |
|                          |                   | Ermengarda di Provenza | …                       |  |  |       |  |  |                         |  |  |                        |  |
| Adelaide di Châlon       |                   | Ermengarda di Provenza |                         |  |  |       |  |  |                         |  |  |                        |  |
|                          |                   | Riccardo di Autun      | Bivin di Vienne         |  |  |       |  |  |                         |  |  |                        |  |
|                          |                   | Riccardo di Autun      | Bivin di Vienne         |  |  |       |  |  |                         |  |  |                        |  |
|                          |                   | Riccardo di Autun      | Richilde                |  |  |       |  |  |                         |  |  |                        |  |
| Ermegarda di Autun       |                   | Riccardo di Autun      |                         |  |  |       |  |  |                         |  |  |                        |  |
|                          |                   | Adelaide di Borgogna   | Corrado II di Borgogna  |  |  |       |  |  |                         |  |  |                        |  |
|                          |                   | Adelaide di Borgogna   | Corrado II di Borgogna  |  |  |       |  |  |                         |  |  |                        |  |
|                          |                   | Adelaide di Borgogna   | Waldrada                |  |  |       |  |  |                         |  |  |                        |  |
|                          |                   | Adelaide di Borgogna   |                         |  |  |       |  |  |                         |  |  |                        |  |

### Fonti primarie
- (LA) Cartulaire noir de la cathédrale d'Anger..
- (LA) Cartulaire de l'abbaye de Saint-Aubin d'Angers, tomus I..
- (LA) Chronicæ sancti Albini Andegavensis, Chroniques des Eglises d'Anjou..
- (LA) Ademarus Engolismensis Historiarum Libri Tres..
- (LA) #ES Chroniques des comtes d´Anjou et des seigneurs d´Amboise..
- (LA) Rodulfi Glabri Historiarum Libri Quinque (PDF)..

### Letteratura storiografica
- Louis Halphen, "Francia: gli ultimi carolingi e l'ascesa di Ugo Capeto (888-987)", cap. XX, vol. II in Storia del Mondo Medievale, 1999, pp. 636–661.
- (FR) André Duchesne, Histoire généalogique de la maison de Vergy..